# 123e escadrille de chasse polonaise
La 123e escadrille de chasse polonaise est une unité de l'armée de l'air polonaise de l'entre-deux-guerres.

## Historique
L'escadrille est constituée en 1933 sur la base de Cracovie-Rakowice. Elle est équipée d'Avia BH-33. Fin 1935 elle reçoit progressivement des PZL P.7. Le 31 août 1939 la 123e quitte Rakowice pour Balice et le soir-même elle est transférée à Varsovie-Okęcie où elle intègre la brigade de poursuite.
Le premier jour de guerre, équipée d'une dizaine de P.7a obsolètes, l'escadrille est transférée sur le terrain de Poniatów. Le 1er septembre 1939 elle perd 4 appareils lors d'un combat avec des Me 110. Le 17 septembre 1939, après l'invasion soviétique la 123e tout comme le reste de l'armée de l'air polonaise est évacuée en Roumanie.
D'après les recherches du Bureau Historique de l'Armée de l'air polonaise à Londres, les pilotes de la 123e escadrille de chasse auraient emporté deux victoires aériennes. Selon les recherches de Jerzy Pawlak les chasseurs de l'escadrille ont descendu 3 avions ennemis (un Me 110, un He 111 et un non identifié) et endommagé 2 autres (un Me 110 et un Do 17).

## Commandants
- lieutenant (porucznik)  Mieczysław Medwecki (1933 – janvier 1935)
- capitaine (kapitan)  Mieczysław Wiórkiewicz (janvier 1935 – novembre 1936)
- capitaine Antoni Wczelik (novembre 1936 – novembre 1938)
- capitaine Mieczysław Leonard Olszewski (novembre 1938 – † 1er septembre 1939)
- lieutenant Erwin Kawnik (du 2 septembre 1939)